# 鍋島直朝
鍋島 直朝（なべしま なおとも）は、肥前鹿島藩の第3代藩主。前2代に鍋島忠茂・正茂がいるが、正茂系は5000石の旗本として存続したため、別家として扱われる。

## 生涯
元和8年（1622年）1月21日、佐賀藩初代藩主・鍋島勝茂の九男として佐賀城三ノ丸で生まれる。寛永13年（1636年）、父は直朝を鹿島藩第2代藩主・鍋島正茂の養子として強引に送り込み、寛永19年（1642年）には養子問題で対立していた正茂を追放、家督を直朝に継がせて鹿島藩主とした。
寛文12年（1672年）12月9日、家督を三男の直條に譲って隠居する。その後は紹竜と号した。宝永6年（1709年）11月19日に死去した。享年88。
柳生流の認可を受けた達人であったといわれ、書画や歌道にも秀でていたといわれる。絵を良くしていた証拠に、寛文2年（1662年）正月に描いた、大和絵風の自画像が残っている。また、現在における鹿島市発展の基礎を築いたといわれている。

## 系譜
父母
- 鍋島勝茂（実父）
- 菊姫 - 徳川家康の養女、岡部長盛の娘（実母）
- 鍋島正茂（養父）

正室、継室
- 彦千代、寿性院 - 鍋島高賢の娘（正室）
- 万子姫 - 花山院定好の娘（継室）

側室
- 木庭茂吉の娘

子女
- 断橋（長男）
- 鍋島直條（三男）
- 鍋島朝清（六男）
- 鍋島朝則（七男）

養子
- 振 - 執行宗全の娘、鍋島光茂継々室